# Rak-Su
Rak-Su, originaire de Watford en Angleterre, est un boys band anglais ayant remporté la quatorzième saison du télé-crochet britannique The X Factor en décembre 2017, coachés par Simon Cowell. Le groupe est composé de quatre membres: Ashley Fongho, Jamaal Shurland, Mustafa Rahimtulla et Myles Stephenson. Leur single de gagnant de l'émission, "Dimelo", collaboration avec Naughty Boy et Wyclef Jean se classe second des classements britanniques après leur victoire. C'est la première fois qu'un gagnant compose lui-même son single
Leur nom est une compression de Tracks (piste musicale) et de Suits (costume).

## Parcours lors deThe X Factor
| Parcours lors de The X Factor | Parcours lors de The X Factor                                                             | Parcours lors de The X Factor  | Parcours lors de The X Factor  |
| Show                          | Chanson                                                                                   | Résultat                       |                                |
| ----------------------------- | ----------------------------------------------------------------------------------------- | ------------------------------ | ------------------------------ |
| Auditions                     | "I'm Feeling You" – Original song                                                         | NC                             | Through to bootcamp round 1    |
| Bootcamp Round 1              | "24K Magic" – Bruno Mars (with Charlie Cammish, Riley Peters, Jack Morgan & New Dynamixx) | NC                             | Through to bootcamp round 2    |
| Bootcamp Round 2              | "Knock, Knock" – Original song                                                            | NC                             | Through to six-chair challenge |
| Six-chair challenge           | "Change Your Mind" – Original song                                                        | NC                             | Through to judges' houses      |
| Judges' houses                | "Palm Tree" – Original song                                                               | NC                             | Through to live shows          |
| Live show 1                   | "Mamacita" – Original song                                                                | Express Yourself               | Safe (1st)                     |
| Live show 2                   | "Dimelo" – Original song                                                                  | Viva Latino                    | Safe (1st)                     |
| Live show 3                   | "Faith" – George Michael                                                                  | George Michael                 | Safe (2nd)                     |
| Live show 4                   | "Mona Lisa" – Original song                                                               | Crazy in Love                  | Safe (1st)                     |
| Semi-final                    | "Flowers" – Sweet Female Attitude                                                         | Cool Britannia                 | Safe (1st)                     |
| Semi-final                    | "I'm Feeling You" – Original song                                                         | Get Me to the Final            | Safe (1st)                     |
| Final                         | "Mamacita" – Original song                                                                | No Theme                       | Safe (1st)                     |
| Final                         | "Dimelo" – Original song (with Naughty Boy & Wyclef Jean)                                 | Celebrity Duet/ Winners Single | Safe (1st)                     |
| Final                         | "Touché" – Original song                                                                  | Song to Win                    | Winners (51.7%)                |
| Final                         | "Mona Lisa" – Original song                                                               | Song of the Series             | Winners (51.7%)                |

## Discographie

### Extended plays
| Titre  | Détails                                                             |
| ------ | ------------------------------------------------------------------- |
| Rak-Su | - Sortie: 16 février 2018 - Label: Syco - Formats: Digital download |

### Singles
| "Flights"                                        | 2016 | — | —  | — |               | Non-album singles |  |  |  |  |  |  |  |  |  |  |  |  |  |  |  |
| "Last Night" (with Charles Dixon)                | 2016 | — | —  | — |               | Non-album singles |  |  |  |  |  |  |  |  |  |  |  |  |  |  |  |
| "Dimelo" (featuring Wyclef Jean and Naughty Boy) | 2017 | 2 | 29 | 2 | - BPI: Silver | À venir           |  |  |  |  |  |  |  |  |  |  |  |  |  |  |  |
|                                                  |      |   |    |   |               |                   |  |  |  |  |  |  |  |  |  |  |  |  |  |  |  |